# Шавердян, Даниэл Александрович
Даниэл (Дануш) Александрович Шавердян (арм. Դանիել (Դանուշ) Ալեքսանդրի Շահվեդյան; 11(23) января 1882, с. Игаат, Борчалинский уезд, Эриванская губерния — 24 октября 1941) — российский революционер, участник революционного движения в Закавказье, государственный деятель,  один из организаторов КП Армении, Член РСДРП с 1902 года.
Из дворян. Окончил в 1911 году юридический факультет императорского Санкт-Петербургского университета. Работал присяжным поверенным.
В 1902 году участвовал в создании Союза армянских социал-демократов. С 1904 года партийную работу вёл в Петербурге и Тифлисе. С марта 1917 года — член Исполкома Тифлисского совета, с октября — член Кавказского краевого комитета РСДРП(б). 
В период господства меньшевиков и дашнаков - на подпольной работе в Грузии и Армении. Был членом Арменкома, Армянского комитета РКП(б), Загранбюро КП Армении. В 1921 и в 1924-1928 годах работал торгпредставителем Армянской ССР и ЗСФСР в Турции.  В 1928-1929 годах был представителем Красного Креста СССР в Англии, Германии и Бельгии. Позже работал в Наркомате внешней торговли СССР. Организатор массовой репатриации трудящихся армян. 
В 1922—1923 годах — нарком юстиции и зам. председателя СНК Армянской ССР. С 1929 года — на ответственной работе в Наркомвнешторге СССР. Делегат XIV съезда ВКП(б).
Он был арестован 23 февраля 1937 года в период сталинских репрессий в Армении. А.И. Микоян пытался спасти его, но безуспешно. Шавердян умер в тюрьме 24 октября 1941 года и был реабилитирован посмертно 25 сентября 1954 года во время хрущевской оттепели.